# J. E. 프리먼
J. E. 프리먼(J. E. Freeman, 1946년 2월 2일 ~ )는 미국의 배우이다.